# Sourzac
Sourzac (okzitanisch: Sorzac) ist eine französische Gemeinde in der Region Nouvelle-Aquitaine (vor 2016: Aquitanien) mit 1.127 Einwohnern (Stand: 1. Januar 2022). Sie liegt im Département Dordogne. Die Gemeinde gehört zum Kanton Vallée de l’Isle im Arrondissement Périgueux. Die Einwohner werden Sourzacois genannt.

## Geografie
Sourzac liegt im Périgord Blanc (Weißes Périgord) am südlichen Ufer der Isle. Umgeben wird Sourzac von den Nachbargemeinden Saint-Louis-en-l’Isle im Norden, Douzillac im Norden und Nordosten, Neuvic im Osten und Nordosten, Saint-Séverin-d’Estissac im Osten, Issac im Süden und Südosten, Bourgnac im Süden, Mussidan im Südwesten sowie Saint-Front-de-Pradoux im Westen und Nordwesten.
Durch die Gemeinde führt die Autoroute A89.

## Bevölkerungsentwicklung
| Jahr                       | 1962 | 1968 | 1975 | 1982 | 1990 | 1999 | 2006 | 2018 |
| Einwohner                  | 986  | 1015 | 1020 | 1020 | 1011 | 1032 | 1078 | 1106 |
| Quellen: Cassini und INSEE |      |      |      |      |      |      |      |      |

## Sehenswürdigkeiten
- Kirche Saint-Pierre-et-Saint-Paul aus dem 15. Jahrhundert

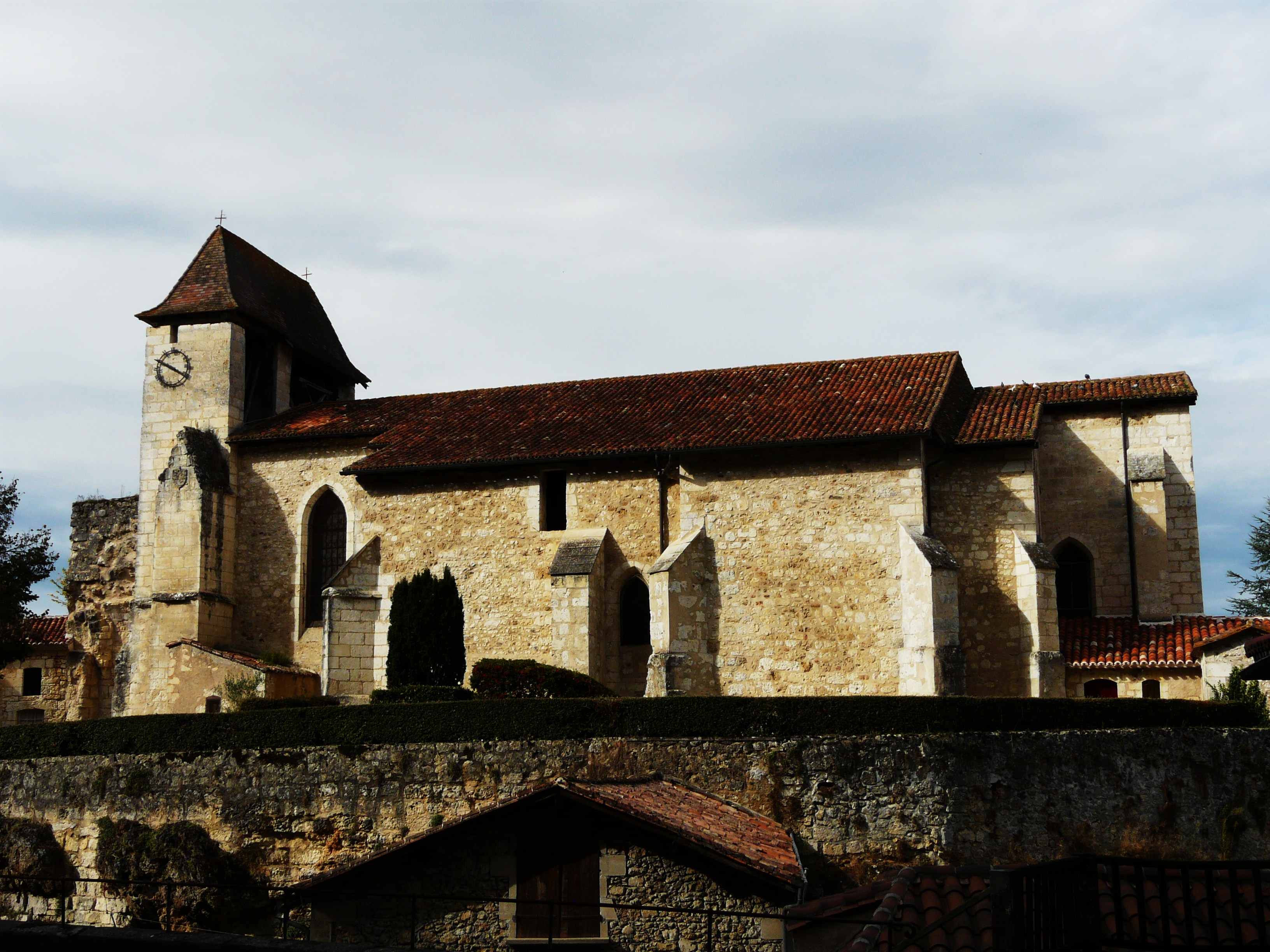
Kirche Saint-Pierre-et-Saint-Paul

- altes Pfarrhaus
- Höhle von Gabillou
- Schloss Maupas
- Park von Chaufourg

## Gemeindepartnerschaften
Mit der französischen Gemeinde Vigy im Département Moselle besteht seit 1990, mit der portugiesischen Gemeinde São Roque in der Région Nord seit 1999 eine Partnerschaft.